# Klosterkirken (Nykøbing Falster)
 For alternative betydninger, se Klosterkirken. (Se også artikler, som begynder med Klosterkirken)
Klosterkirken i Nykøbing Falster er en gotisk kirke fra det 15. århundrede. Klosteret blev grundlagt i 1419 af unionskongen Erik af Pommern og var oprindeligt viet til Jomfru Maria, Sankt Mikael og den hellige Frans af Assisi. Kirken var del af et franciskanerkloster indtil 1532, hvor kirken blev sognekirke. En stor del af klosteret er bevaret og bruges i dag som plejehjem.
Kirkens mest særprægede og seværdige genstand er dronning Sofies anetavle kaldet Den Mecklenburgske Anetavle, som optager to hvælvingsfag på korets nordvæg. Tavlen måler 33 kvadratmeter og viser dronningens mecklenburgske forfædre i fem generationer, i alt 63 personer med våbenskjolde og portræt af dronningen m.fl.
Kirkens orgel er på 45 stemmer og er bygget af Frobenius i 1980.
Kirken er i dag en del af Nykøbing Falster sogn.

## Galleri
| - Epitafium, prædikestol og kirkeskib - Den Mecklenburgske Anetavle - Den Mecklenburgske Anetavle, udsnit |